# Neuroleon (Neuroleon) villosus
Neuroleon (Neuroleon) villosus is een insect uit de familie van de mierenleeuwen (Myrmeleontidae), die tot de orde netvleugeligen (Neuroptera) behoort. 
Neuroleon (Neuroleon) villosus is voor het eerst wetenschappelijk beschreven door Navás in 1914.